# Geron flavocciput
Geron flavocciput är en tvåvingeart som beskrevs av Neal L. Evenhuis 1979. Geron flavocciput ingår i släktet Geron och familjen svävflugor.
Artens utbredningsområde är Australian Capital Territory. Inga underarter finns listade i Catalogue of Life.